# Desolakerrus
Desolakerrus is een geslacht van kevers uit de familie  
kniptorren (Elateridae).
Het geslacht is voor het eerst wetenschappelijk beschreven in 1978 door Stibick.

## Soorten
Het geslacht omvat de volgende soort:
- Desolakerrus pallidus (Becker, 1966)